# Aleptina texana
Aleptina texana är en fjärilsart som beskrevs av Barnes och Mcdunnough 1913. Aleptina texana ingår i släktet Aleptina och familjen nattflyn. Inga underarter finns listade i Catalogue of Life.